# Кировски рејон (Лењинградска област)
Кировски рејон (рус. Кировский район) административно-територијална је јединица другог нивоа и општински рејон у централном делу Лењинградске области, на северозападу европског дела Руске Федерације.
Административни центар рејона је град Кировск. Према проценама националне статистичке службе Русије за 2015, на територији рејона је живело 105.233 становника или у просеку око 39,12 ст/км².

## Географија
Кировски рејон смештен је у централним деловима Лењинградске области, и обухвата територију површине 2.590,5 км², и по том параметру на 15. је месту међу 17 рејона у области (чини око 3,08% укупне обласне територије). Рејон се граничи са Волховским рејоном на истоку и Киришким рејоном на југоистоку, на југозападу је Тосњенски, а на северозападу Всеволшки рејон. На крајњем западу је граница са федералним градом Санкт Петербургом од којег је административни центар рејона град Кировск удаљен свега 42 километра.
Рејнска територија на северу је омеђена акваторијом Ладошког језера, док природну границу ка Всеволшком рејону на северозападу чини река Нева. Источни делови рејона налазе се у сливном подручју реке Волхов, док су најважнији водотоци који директно теку преко рејонске територије леве притоке Неве Мга и Тосна.
Клима на подручју рејона је умереноконтинентална и карактеришу је јаки маритимни утицаји. Просечне јануарске температуре ваздуха имају вредности око −7,7 °C, односно јула од око +17,7 °C.
Западни делови рејона су високоурбанизовани и оријентисани су према Санкт Петербургу.

## Историја
Кировски рејон успостављен је 1. априла 1977. године од делова Волховског и Тосњенског рејона.

## Демографија и административна подела
Према подацима пописа становништва из 2010. на територији рејона је живело укупно 101.353 становника, док је према процени из 2015. ту живело 105.233 становника, или у просеку 39,12 ст/км². По броју становника Киришки рејон се налази на 5. месту у области.
| 1959. | 1970. | 1979.  | 1989.  | 2002.  | 2010.   | 2015.    |
| ----- | ----- | ------ | ------ | ------ | ------- | -------- |
| ---   | ---   | 63.284 | 74.725 | 60.221 | 101.353 | 105.233* |

Напомена: * Према процени националне статистичке службе. 
На подручју рејона постоји укупно 100 насељених места, а рејонска територија је подељена на 11 другостепених општина (8 урбаних и 3 руралне). Административни центар рејона је град Кировск. Градски статус имају још и насеља Отрадноје и Шлисељбург, док су Мга, Назија, Павлово, Приладошки и Сињавино у рангу варошица.